# Kolbeinn Sigþórsson
Kolbeinn Sigþórsson (pronuncia: ˈkʰɔlpei̯tn̥ ˈsɪxθou̯r̥sɔn; Reykjavík, 14 marzo 1990) è un ex calciatore islandese, di ruolo attaccante.

## Biografia
È fratello di Andri Sigþórsson, a sua volta ex calciatore professionista.

## Carriera

### Club

#### Inizi ed AZ Alkmaar
Cresciuto nel Vikingur tra il 1996 ed il 2005, nel 2006 esordì in 1. deild karla con l'HK Kópavogur. Nel 2007, dopo 5 presenze e 1 gol in Islanda, si trasferì nei Paesi Bassi, all'AZ. Nell'estate del 2010 venne aggregato alla prima squadra e il 5 agosto debuttò in Europe League contro l'IFK Göteborg. Il 29 gennaio 2011 mise a segno cinque gol al VVV Venlo in una singola partita di campionato.

#### Ajax
Il 5 luglio 2011, dopo 32 presenze e 15 gol in campionato, venne acquistato per 4 milioni di euro dall'Ajax, con cui firmò un quadriennale fino al 30 giugno 2015. Esordì ufficialmente da titolare con la maglia numero 9 il 30 luglio seguente nella sconfitta della Supercoppa d`Olanda contro il Twente per 2-1. Segnò il suo primo gol in campionato il 14 agosto nella vittoria per 5-1 contro l'Heerenveen. Realizzò poi la sua prima doppietta il 26 agosto nella vittoria per 4-1 contro il Vitesse.
Il 14 settembre debuttò in Champions League nello 0-0 casalingo contro l'Olympique Lione. In seguito ad una frattura al malleolo della caviglia, fu costretto a rimanere fermo per sei mesi. Ritornò in campo il 1º aprile 2012 in Ajax-Heracles Almelo 6-0, segnando il sesto gol su assist di Theo Janssen. Il 2 maggio seguente vinse la sua prima Eredivisie con l'Ajax, concludendo la stagione con 17 presenze e 7 gol totali.
Dopo aver perso la Supercoppa d'Olanda a luglio contro il PSV Eindhoven, il 12 agosto inaugurò la nuova edizione dell'Eredivisie con un gol nel 2-2 contro l'AZ Alkmaar. In questa stagione segnò 7 gol in 15 partite di campionato, contribuendo alla vittoria della seconda Eredivisie consecutiva.
Nel 2013-2014 collezionò 42 presenze e 12 gol, contribuendo ad un'altra vittoria del campionato. L'anno seguente segnò 7 gol in 27 partite complessive.

#### Nantes
Il 2 luglio 2015 venne presentato dal Nantes, squadra che lo comprò per 3 milioni di euro e con cui siglò un contratto quinquennale. Vestì il numero 9 e nel corso della Ligue 1 2015-2016 prese parte a 26 partite, realizzando 3 reti.

#### Prestito al Galatasaray e infortunio
Il 30 agosto 2016 si unì al Galatasaray con un prestito annuale. Nel mese di settembre, tuttavia, quando ancora non era sceso in campo in nessuna partita ufficiale, si lesionò il menisco mediale del ginocchio sinistro. Ricorse a un'operazione chirirgica in Turchia la quale però non eliminò il dolore nei mesi a seguire, tanto che il 29 dicembre 2016 il club giallorosso terminò il prestito.

#### Rientro al Nantes
Sigþórsson decise così di incontrare alcuni esperti a Barcellona e di sottoporsi ad un secondo intervento chirurgico in Svezia, avvenuto il 22 giugno 2017, a cui seguì un lungo periodo di riabilitazione e di recupero. Nel marzo 2018, a più di un anno e mezzo dall'infortunio, tornò a giocare una partita venendo schierato con la squadra riserve del Nantes. A maggio dello stesso anno tornò anche a calcare i campi di Ligue 1 con la prima squadra, subentrando negli ultimi minuti delle ultime due giornate di campionato. L'8 marzo 2019 la società gialloverde comunicò la risoluzione consensuale del contratto con il giocatore.

#### AIK
Il 31 marzo 2019, a poche ore di distanza dal fischio finale della prima giornata dell'Allsvenskan 2019 e a pochi giorni dalla chiusura del mercato, gli svedesi dell'AIK ufficializzarono l'ingaggio di Sigþórsson fino al 2021. Mentre il suo recupero fisico avanzava, nelle prime 11 giornate giocò solo una partita, perdipiù da subentrante, vista anche la presenza di tanti attaccanti in rosa (Goitom, Elyounoussi, Obasi, Lahne, Silva). Alla sua quinta presenza in campionato – la seconda da titolare – Sigþórsson ritornò al gol dopo tre anni, realizzando una doppietta che aprì le marcature nel successo casalingo per 3-0 contro l'Elfsborg. Chiuse quel campionato con 3 reti in 17 partite. Al termine di un'annata 2020 in cui ha giocò 18 partite di campionato (gran parte delle quali dalla panchina) senza mai andare a segno, il suo contratto in scadenza non venne rinnovato.

#### IFK Göteborg
Svincolato dall'AIK, il 27 gennaio 2021 venne presentato dai rivali dell'IFK Göteborg con un contratto annuale. Alla seconda giornata Sigþórsson segnò i suoi primi due gol stagionali proprio in occasione del successo per 2-0 sull'AIK, ovvero la sua ex squadra che nell'intero 2020 non lo aveva mai visto andare a segno. Esse furono 2 delle 4 reti che Sigþórsson realizzò complessivamente nelle prime 17 giornate dell'Allsvenskan 2021.
Alla fine dell'agosto 2021, nella pausa per le nazionali tra la diciassettesima e la diciottesima giornata, emerse pubblicamente che Sigþórsson era stato in passato accusato di una violenza sessuale che sarebbe stata risalente a circa quattro anni prima. Le due parti concordarono un risarcimento in denaro e a seguito di ciò le accuse vennero archiviate: pur negando il crimine, il giocatore si pentì pubblicamente del proprio comportamento, ma la divulgazione dello scandalo lo portò comunque ad essere temporaneamente sospeso dalle attività dell'IFK Göteborg (oltre che dalla nazionale islandese), salvo poi essere reintegrato dal club il 21 settembre. Nonostante ciò, non giocò comunque per via di un'operazione al piede, prima di rimanere svincolato per fine contratto nel gennaio seguente.

### Nazionale
Tra il 2007 ed il 2010 giocò nell'Under-21 islandese, segnando 4 volte in 16 incontri.
Dal 2010 fece parte della nazionale maggiore. Venne convocato per il campionato d'Europa del 2016 in Francia, in occasione della prima storica partecipazione dell'Islanda alla fase finale di un grande torneo. Durante la partita contro l'Inghilterra valida per gli ottavi di finale, Sigþórsson realizzò la rete del definitivo 2-1 che qualificò la propria nazionale a scapito degli inglesi. Sigþórsson andò in rete anche nel quarto di finale contro i padroni di casa della Francia, gara persa per 5-2 dagli islandesi.
Dopo il campionato europeo, a causa degli infortuni, non giocò in nazionale fino al 2018, anno in cui la nazionale islandese si qualificò per il campionato del mondo di Russia. Sigþórsson tuttavia non partecipò alla competizione, poiché non convocato a causa delle poche presenze con il Nantes. Ritornò in nazionale in settembre, nella gara persa per 0-3 contro il Belgio. Tornò a segnare due mesi dopo, nel 2-2 in amichevole contro il Qatar. Il 14 ottobre 2019 segnò il gol del definitivo 2-0 contro Andorra nelle qualificazioni al campionato d'Europa 2020, eguagliando il record di reti in nazionale (26) di Eiður Guðjohnsen.
Nell'agosto 2021 venne rimosso dalla nazionale, a seguito della rivelazione delle stesse accuse di violenza sessuale menzionate in precedenza.

## Statistiche

### Presenze e reti nei club
Statistiche aggiornate al 31 marzo 2021.
| Stagione        | Squadra         | Campionato      | Campionato | Campionato | Coppe nazionali | Coppe nazionali | Coppe nazionali | Coppe continentali | Coppe continentali | Coppe continentali | Altre coppe | Altre coppe | Altre coppe | Totale | Totale |
| Stagione        | Squadra         | Comp            | Pres       | Reti       | Comp            | Pres            | Reti            | Comp               | Pres               | Reti               | Comp        | Pres        | Reti        | Pres   | Reti   |
| --------------- | --------------- | --------------- | ---------- | ---------- | --------------- | --------------- | --------------- | ------------------ | ------------------ | ------------------ | ----------- | ----------- | ----------- | ------ | ------ |
| 2006            | HK Kópavogur    | ID              | 5          | 1          | CI              | -               | -               |                    | -                  | -                  |             | -           | -           | 5      | 1      |
| 2010-2011       | AZ Alkmaar      | ED              | 32         | 15         | CO              | 2               | 0               | UEL                | 9                  | 3                  |             | -           | -           | 43     | 18     |
| 2011-2012       | Ajax            | ED              | 14         | 7          | CO              | 0               | 0               | UCL                | 2                  | 0                  | SO          | 1           | 0           | 17     | 7      |
| 2012-2013       | Ajax            | ED              | 15         | 7          | CO              | 2               | 2               | UEL                | 2                  | 0                  | SO          | 1           | 0           | 20     | 9      |
| 2013-2014       | Ajax            | ED              | 30         | 10         | CO              | 4               | 1               | UCL+UEL            | 5+2                | 0                  | SO          | 1           | 1           | 42     | 12     |
| 2014-2015       | Ajax            | ED              | 21         | 7          | CO              | 0               | 0               | UCL+UEL            | 4+1                | 0                  | SO          | 1           | 0           | 27     | 7      |
| Totale Ajax     | Totale Ajax     | Totale Ajax     | 80         | 31         |                 | 6               | 3               |                    | 16                 | 0                  |             | 4           | 1           | 106    | 35     |
| 2015-2016       | Nantes          | L1              | 26         | 3          | CF+CdL          | 3+0             | 1+0             |                    | -                  | -                  |             | -           | -           | 29     | 4      |
| ago. 2016       | Nantes          | L1              | 2          | 0          | CF+CdL          | 0               | 0               |                    | -                  | -                  |             | -           | -           | 2      | 0      |
| ago.-dic. 2016  | Galatasaray     | SL              | 0          | 0          | TK              | 0               | 0               |                    | -                  | -                  |             | -           | -           | 0      | 0      |
| gen.-giu. 2017  | Nantes          | L1              | 0          | 0          | CF+CdL          | 0+0             | 0+0             |                    | -                  | -                  |             | -           | -           | 0      | 0      |
| 2017-2018       | Nantes          | L1              | 2          | 0          | CF+CdL          | 0+0             | 0+0             |                    | -                  | -                  |             | -           | -           | 2      | 0      |
| 2018-mar. 2019  | Nantes          | L1              | 0          | 0          | CF+CdL          | 0+0             | 0+0             |                    | -                  | -                  |             | -           | -           | 0      | 0      |
| Totale Nantes   | Totale Nantes   | Totale Nantes   | 30         | 3          |                 | 3               | 1               |                    | -                  | -                  |             | -           | -           | 33     | 4      |
| mar.-nov.2019   | AIK             | A               | 17         | 3          | SC              | 1               | 0               | UCL+UEL            | 4+3                | 0+1                | -           | -           | -           | 25     | 4      |
| 2020            | AIK             | A               | 18         | 0          | SC              | 1               | 0               |                    | -                  | -                  | -           | -           | -           | 19     | 0      |
| Totale AIK      | Totale AIK      | Totale AIK      | 35         | 3          |                 | 2               | 0               |                    | 7                  | 1                  |             | -           | -           | 44     | 4      |
| 2021            | IFK Göteborg    | A               | -          | -          | SC              | -               | -               |                    | -                  | -                  | -           | -           | -           | -      | -      |
| Totale carriera | Totale carriera | Totale carriera | 182        | 53         |                 | 13              | 4               |                    | 32                 | 4                  |             | 4           | 1           | 231    | 62     |

### Cronologia di presenze e reti in nazionale
| Cronologia completa delle presenze e delle reti in nazionale ― Islanda | Cronologia completa delle presenze e delle reti in nazionale ― Islanda | Cronologia completa delle presenze e delle reti in nazionale ― Islanda | Cronologia completa delle presenze e delle reti in nazionale ― Islanda | Cronologia completa delle presenze e delle reti in nazionale ― Islanda | Cronologia completa delle presenze e delle reti in nazionale ― Islanda | Cronologia completa delle presenze e delle reti in nazionale ― Islanda | Cronologia completa delle presenze e delle reti in nazionale ― Islanda |
| Data                                                                   | Città                                                                  | In casa                                                                | Risultato                                                              | Ospiti                                                                 | Competizione                                                           | Reti                                                                   | Note                                                                   |
| ---------------------------------------------------------------------- | ---------------------------------------------------------------------- | ---------------------------------------------------------------------- | ---------------------------------------------------------------------- | ---------------------------------------------------------------------- | ---------------------------------------------------------------------- | ---------------------------------------------------------------------- | ---------------------------------------------------------------------- |
| 21-3-2010                                                              | Kópavogur                                                              | Islanda                                                                | 2 – 0                                                                  | Fær Øer                                                                | Amichevole                                                             | 1                                                                      | 84’                                                                    |
| 24-3-2010                                                              | Miami                                                                  | Messico                                                                | 0 – 0                                                                  | Islanda                                                                | Amichevole                                                             | -                                                                      |                                                                        |
| 29-5-2010                                                              | Reykjavík                                                              | Islanda                                                                | 4 – 0                                                                  | Andorra                                                                | Amichevole                                                             | 1                                                                      | 72’                                                                    |
| 7-9-2010                                                               | Copenaghen                                                             | Danimarca                                                              | 1 – 0                                                                  | Islanda                                                                | Qual. Euro 2012                                                        | -                                                                      | 77’                                                                    |
| 17-11-2010                                                             | Tel Aviv                                                               | Israele                                                                | 3 – 2                                                                  | Islanda                                                                | Amichevole                                                             | 1                                                                      |                                                                        |
| 4-6-2011                                                               | Reykjavík                                                              | Islanda                                                                | 0 – 2                                                                  | Danimarca                                                              | Qual. Euro 2012                                                        | -                                                                      |                                                                        |
| 2-9-2011                                                               | Oslo                                                                   | Norvegia                                                               | 1 – 0                                                                  | Islanda                                                                | Qual. Euro 2012                                                        | -                                                                      | 78’                                                                    |
| 6-9-2011                                                               | Reykjavík                                                              | Islanda                                                                | 1 – 0                                                                  | Cipro                                                                  | Qual. Euro 2012                                                        | 1                                                                      | 84’                                                                    |
| 27-5-2012                                                              | Valenciennes                                                           | Francia                                                                | 3 – 2                                                                  | Islanda                                                                | Amichevole                                                             | 1                                                                      | 46’                                                                    |
| 30-5-2012                                                              | Göteborg                                                               | Svezia                                                                 | 3 – 2                                                                  | Islanda                                                                | Amichevole                                                             | 1                                                                      | 59’                                                                    |
| 15-8-2012                                                              | Reykjavík                                                              | Islanda                                                                | 2 – 0                                                                  | Fær Øer                                                                | Amichevole                                                             | 2                                                                      |                                                                        |
| 6-2-2013                                                               | Marbella                                                               | Islanda                                                                | 0 – 2                                                                  | Russia                                                                 | Amichevole                                                             | -                                                                      | cap. 60’                                                               |
| 22-3-2013                                                              | Lubiana                                                                | Slovenia                                                               | 1 – 2                                                                  | Islanda                                                                | Qual. Mondiali 2014                                                    | -                                                                      | 90+2’                                                                  |
| 7-6-2013                                                               | Reykjavík                                                              | Islanda                                                                | 2 – 4                                                                  | Slovenia                                                               | Qual. Mondiali 2014                                                    | -                                                                      | 72’                                                                    |
| 14-8-2013                                                              | Reykjavík                                                              | Islanda                                                                | 1 – 0                                                                  | Fær Øer                                                                | Amichevole                                                             | 1                                                                      |                                                                        |
| 6-9-2013                                                               | Berna                                                                  | Svizzera                                                               | 4 – 4                                                                  | Islanda                                                                | Qual. Mondiali 2014                                                    | 1                                                                      | cap.                                                                   |
| 10-9-2013                                                              | Reykjavík                                                              | Islanda                                                                | 2 – 1                                                                  | Albania                                                                | Qual. Mondiali 2014                                                    | 1                                                                      |                                                                        |
| 11-10-2013                                                             | Reykjavík                                                              | Islanda                                                                | 2 – 0                                                                  | Cipro                                                                  | Qual. Mondiali 2014                                                    | 1                                                                      |                                                                        |
| 15-10-2013                                                             | Oslo                                                                   | Norvegia                                                               | 1 – 1                                                                  | Islanda                                                                | Qual. Mondiali 2014                                                    | 1                                                                      |                                                                        |
| 15-11-2013                                                             | Reykjavík                                                              | Islanda                                                                | 0 – 0                                                                  | Croazia                                                                | Qual. Mondiali 2014                                                    | -                                                                      | 46’                                                                    |
| 5-3-2014                                                               | Cardiff                                                                | Galles                                                                 | 3 – 1                                                                  | Islanda                                                                | Amichevole                                                             | -                                                                      | 76’                                                                    |
| 30-5-2014                                                              | Innsbruck                                                              | Austria                                                                | 1 – 1                                                                  | Islanda                                                                | Amichevole                                                             | 1                                                                      |                                                                        |
| 4-6-2014                                                               | Reykjavík                                                              | Islanda                                                                | 1 – 0                                                                  | Estonia                                                                | Amichevole                                                             | 1                                                                      |                                                                        |
| 9-9-2014                                                               | Reykjavík                                                              | Islanda                                                                | 3 – 0                                                                  | Turchia                                                                | Qual. Euro 2016                                                        | 1                                                                      |                                                                        |
| 10-10-2014                                                             | Riga                                                                   | Lettonia                                                               | 0 – 3                                                                  | Islanda                                                                | Qual. Euro 2016                                                        | -                                                                      |                                                                        |
| 13-10-2014                                                             | Reykjavík                                                              | Islanda                                                                | 2 – 0                                                                  | Paesi Bassi                                                            | Qual. Euro 2016                                                        | -                                                                      |                                                                        |
| 16-11-2014                                                             | Plzeň                                                                  | Rep. Ceca                                                              | 2 – 1                                                                  | Islanda                                                                | Qual. Euro 2016                                                        | -                                                                      | 70’                                                                    |
| 28-3-2015                                                              | Astana                                                                 | Kazakistan                                                             | 0 – 3                                                                  | Islanda                                                                | Qual. Euro 2016                                                        | -                                                                      | 70’                                                                    |
| 12-6-2015                                                              | Reykjavík                                                              | Islanda                                                                | 2 – 1                                                                  | Rep. Ceca                                                              | Qual. Euro 2016                                                        | 1                                                                      | 90+3’                                                                  |
| 3-9-2015                                                               | Amsterdam                                                              | Paesi Bassi                                                            | 0 – 1                                                                  | Islanda                                                                | Qual. Euro 2016                                                        | -                                                                      | 64’                                                                    |
| 6-9-2015                                                               | Reykjavík                                                              | Islanda                                                                | 0 – 0                                                                  | Kazakistan                                                             | Qual. Euro 2016                                                        | -                                                                      |                                                                        |
| 10-10-2015                                                             | Reykjavík                                                              | Islanda                                                                | 2 – 2                                                                  | Lettonia                                                               | Qual. Euro 2016                                                        | 1                                                                      | cap.                                                                   |
| 13-10-2015                                                             | Konya                                                                  | Turchia                                                                | 1 – 0                                                                  | Islanda                                                                | Qual. Euro 2016                                                        | -                                                                      | 88’                                                                    |
| 13-11-2015                                                             | Varsavia                                                               | Polonia                                                                | 4 – 2                                                                  | Islanda                                                                | Amichevole                                                             | -                                                                      | 16’                                                                    |
| 17-11-2015                                                             | Žilina                                                                 | Slovacchia                                                             | 3 – 1                                                                  | Islanda                                                                | Amichevole                                                             | -                                                                      | cap.                                                                   |
| 24-3-2016                                                              | Herning                                                                | Danimarca                                                              | 2 – 1                                                                  | Islanda                                                                | Amichevole                                                             | -                                                                      | 72’                                                                    |
| 29-3-2016                                                              | Atene                                                                  | Grecia                                                                 | 2 – 3                                                                  | Islanda                                                                | Amichevole                                                             | 1                                                                      | 61’                                                                    |
| 1-6-2016                                                               | Oslo                                                                   | Norvegia                                                               | 3 – 2                                                                  | Islanda                                                                | Amichevole                                                             | -                                                                      | 61’                                                                    |
| 6-6-2016                                                               | Reykjavík                                                              | Islanda                                                                | 4 – 0                                                                  | Liechtenstein                                                          | Amichevole                                                             | 1                                                                      | 80’                                                                    |
| 14-6-2016                                                              | Saint-Étienne                                                          | Portogallo                                                             | 1 – 1                                                                  | Islanda                                                                | Euro 2016 - 1º turno                                                   | -                                                                      | 81’                                                                    |
| 18-6-2016                                                              | Marsiglia                                                              | Islanda                                                                | 1 – 1                                                                  | Ungheria                                                               | Euro 2016 - 1º turno                                                   | -                                                                      | 84’                                                                    |
| 22-6-2016                                                              | Saint-Denis                                                            | Islanda                                                                | 2 – 1                                                                  | Austria                                                                | Euro 2016 - 1º turno                                                   | -                                                                      | 53’ 84’                                                                |
| 27-6-2016                                                              | Nizza                                                                  | Inghilterra                                                            | 1 – 2                                                                  | Islanda                                                                | Euro 2016 - Ottavi di finale                                           | 1                                                                      | 77’                                                                    |
| 3-7-2016                                                               | Saint-Denis                                                            | Francia                                                                | 5 – 2                                                                  | Islanda                                                                | Euro 2016 - Quarti di finale                                           | 1                                                                      | 83’                                                                    |
| 11-9-2018                                                              | Reykjavík                                                              | Islanda                                                                | 0 – 3                                                                  | Belgio                                                                 | UEFA Nations League 2018-2019 - 1º turno                               | -                                                                      | 71’                                                                    |
| 11-10-2018                                                             | Guingamp                                                               | Francia                                                                | 2 – 2                                                                  | Islanda                                                                | Amichevole                                                             | -                                                                      | 59’ 89’                                                                |
| 15-11-2018                                                             | Bruxelles                                                              | Belgio                                                                 | 2 – 0                                                                  | Islanda                                                                | UEFA Nations League 2018-2019 - 1º turno                               | -                                                                      | 64’                                                                    |
| 19-11-2018                                                             | Eupen                                                                  | Islanda                                                                | 2 – 2                                                                  | Qatar                                                                  | Amichevole                                                             | 1                                                                      | 63’                                                                    |
| 8-6-2019                                                               | Reykjavík                                                              | Islanda                                                                | 1 – 0                                                                  | Albania                                                                | Qual. Euro 2020                                                        | -                                                                      | 63’                                                                    |
| 11-6-2019                                                              | Reykjavík                                                              | Islanda                                                                | 2 – 1                                                                  | Turchia                                                                | Qual. Euro 2020                                                        | -                                                                      | 64’                                                                    |
| 7-9-2019                                                               | Reykjavík                                                              | Islanda                                                                | 3 – 0                                                                  | Moldavia                                                               | Qual. Euro 2020                                                        | 1                                                                      | 63’                                                                    |
| 10-9-2019                                                              | Elbasan                                                                | Albania                                                                | 4 – 2                                                                  | Islanda                                                                | Qual. Euro 2020                                                        | 1                                                                      | 56’                                                                    |
| 11-10-2019                                                             | Reykjavík                                                              | Islanda                                                                | 0 – 1                                                                  | Francia                                                                | Qual. Euro 2020                                                        | -                                                                      |                                                                        |
| 14-10-2019                                                             | Reykjavík                                                              | Islanda                                                                | 2 – 0                                                                  | Andorra                                                                | Qual. Euro 2020                                                        | 1                                                                      |                                                                        |
| 14-11-2019                                                             | Istanbul                                                               | Turchia                                                                | 0 – 0                                                                  | Islanda                                                                | Qual. Euro 2020                                                        | -                                                                      | 84’                                                                    |
| 17-11-2019                                                             | Chișinău                                                               | Moldavia                                                               | 1 – 2                                                                  | Islanda                                                                | Qual. Euro 2020                                                        | -                                                                      | 29’                                                                    |
| 20-1-2020                                                              | Irvine                                                                 | El Salvador                                                            | 0 – 1                                                                  | Islanda                                                                | Amichevole                                                             | -                                                                      | 75’                                                                    |
| 8-10-2020                                                              | Reykjavík                                                              | Islanda                                                                | 2 – 1                                                                  | Romania                                                                | Qual. Euro 2020                                                        | -                                                                      | 75’                                                                    |
| 14-10-2020                                                             | Reykjavík                                                              | Islanda                                                                | 1 – 2                                                                  | Belgio                                                                 | UEFA Nations League 2020-2021 - 1º turno                               | -                                                                      | 82’                                                                    |
| 18-11-2020                                                             | Londra                                                                 | Inghilterra                                                            | 4 – 0                                                                  | Islanda                                                                | UEFA Nations League 2020-2021 - 1º turno                               | -                                                                      | 73’                                                                    |
| 25-3-2021                                                              | Duisburg                                                               | Germania                                                               | 3 – 0                                                                  | Islanda                                                                | Qual. Mondiali 2022                                                    | -                                                                      | 89’                                                                    |
| 28-3-2021                                                              | Erevan                                                                 | Armenia                                                                | 2 – 0                                                                  | Islanda                                                                | Qual. Mondiali 2022                                                    | -                                                                      | 55’                                                                    |
| 29-5-2021                                                              | Arlington                                                              | Messico                                                                | 2 – 1                                                                  | Islanda                                                                | Amichevole                                                             | -                                                                      | 74’                                                                    |
| 4-6-2021                                                               | Tórshavn                                                               | Fær Øer                                                                | 0 – 1                                                                  | Islanda                                                                | Amichevole                                                             | -                                                                      | 62’                                                                    |
| Totale                                                                 |                                                                        | Presenze                                                               | 64                                                                     |                                                                        | Reti (2º posto)                                                        | 26                                                                     |                                                                        |

## Palmarès

### Club
- Campionato olandese: 3

Ajax: 2011-2012, 2012-2013, 2013-2014
- Supercoppa dei Paesi Bassi: 1

Ajax: 2013

### Individuale
- Inserito nella selezione UEFA dell'Europeo Under-21: 1

Danimarca 2011